# Pete Smith
Peter Schmidt (født 4. september 1892, død 12. januar 1979), kendt som Pete Smith, var en amerikansk filmproducer og fortæller på kortfilm.
Smith begyndte at arbejde som publicist hos Metro-Goldwyn-Mayer i 1920'erne. Han begyndte senere med at arbejde på filmproduktioner. Han er bedst kendt for sin serie af kortfilm, Pete Smith Specialties, som han producerede fra 1930'erne til 1950'erne. Smith producerede og var fortæller på mere end 150 kortfilm. Han vandt 2 Oscar for bedste kortfilm og var nomineret yderligere 14 gange.
i 1953 blev han tildelt en Æres-Oscar for sine kortfilm.
Smiths sidste år boede han på et plejehjem i Santa Monica på grund af dårligt helbred. I januar 1979 hoppede han fra hjemmets tag og døde.

## Priser og nomineringer

### Vinder af en Oscar
- Penny Wisdom (1938)
- Quicker'n a Wink (1941)
- Æres-Oscar "for hans vittige og skarpe observationer på den amerikanske scene i sin serie 'Pete Smith Specialties'.”[4] (1954)

### Nomineringer
- Menu (1934)
- Strikes and Spares (1935)
- De magiske Briller (1936)
- Wanted -- A Master (1937)
- Romance of Radium (1938)
- Army Champions (1942)
- Marines in the Making (1943)
- Seeing Hands (1944)
- Movie Pests (1945)
- Sure Cures (1947)
- Now You See It (1948)
- You Can't Win (1949)
- Water Trix (1950)
- Wrong Way Butch (1951)